# Echiostachys
Echiostachys es un género de plantas con flores perteneciente a la familia Boraginaceae. Comprende 132 especies descritas y de estas, solo 2 aceptadas.

## Taxonomía
El género fue descrito por Sw. ex Lehm. y publicado en Plantae e Familiae Asperifoliarum Nuciferae 113. 1818.

## Especies aceptadas
A continuación se brinda un listado de las especies del género Echiostachys aceptadas hasta septiembre de 2013, ordenadas alfabéticamente. Para cada una se indica el nombre binomial seguido del autor, abreviado según las convenciones y usos.
- Echinospermum calycosum (Rydb.) K. Schum.
- Echinospermum cenchrusoides (A. Nelson) K. Schum.